# نادي دوانس
نادي دوانس أو نادي دوان هو فريق كرة قدم بوركينابي مقره في عاصمة البلاد واغادوغو، ويتنافس في الدوري البوركينابي الممتاز.